# Естрогени (ліки)
Естрогени — група лікарських засобів, що використовується в гормональній контрацепції та гормональній терапії менопаузи, для лікування гормоночутливих видів раку (таких як рак молочної залози та рак простати), безпліддя у жінок, підтримки вагітності, пригнічення лактації у післяпологовому періоді та при інших показаннях. Естрогени використовуються окремо або в комбінації з прогестагенами. Вони доступні в широкому розмаїтті лікарських форм та для використання різними способами. Приклади естрогенів включають біоідентичний естрадіол, природні кон'юговані естрогени, синтетичні стероїдні естрогени, такі як етинілестрадіол, та синтетичні нестероїдні естрогени, такі як діетилстильбестрол. Естрогени є одним із трьох типів агоністів статевих гормонів, інші — це андрогени / анаболічні стероїди, такі як тестостерон, та прогестагени, такі як прогестерон.
Побічні ефекти естрогенів включають чутливість грудей, збільшення грудей, головний біль, нудоту та набряк, підвищений ризик утворення тромбів, серцево-судинних захворювань та, при поєднанні з більшістю прогестогенів, раку молочної залози. У чоловіків естрогени можуть спричиняти збільшення грудей, фемінізацію, безпліддя, низький рівень тестостерону та сексуальну дисфункцію, тощо.
Естрогени є агоністами естрогенних рецепторів, біологічних мішеней ендогенних естрогенів, таких як естрадіол. Вони мають важливий вплив на багато тканин організму, зокрема на жіночу репродуктивну систему (матку, вагіну та яєчники), груди, кістки, жир, печінку та мозок. На відміну від інших препаратів, таких як прогестини та анаболічні стероїди, естрогени не мають іншої гормональної активності. Естрогени також мають антигонадотропну дію та у досить високих дозах можуть сильно пригнічувати вироблення статевих гормонів. Естрогени опосередковують свій контрацептивний ефект у поєднанні з прогестинами, пригнічуючи овуляцію.
Естрогени вперше були впроваджені у медичну практику на початку 1930-х років. У 1950-х їх почали використовувати в контрацепції в поєднанні з прогестинами. Для клінічного застосування у людей або у ветеринарній медицині на ринку представлено різноманітні естрогени, хоча широко використовуютьс лише деякі з них. Ці ліки можна розділити на різні типи залежно від походження та хімічної структури. Естрогени широко доступні в усьому світі та використовуються в більшості форм гормональної контрацепції та в усіх режимах менопаузальної гормональної терапії.

## Медичне використання

### Контрацепція
Естрогени мають контрацептивний ефект і використовуються в поєднанні з прогестинами (синтетичними прогестогенами) в контрацептивних засобах для запобігання вагітності у жінок (комбінована гормональна контрацепція). Контрацептивний ефект естрогенів опосередковується їх антигонадотропною дією, а отже, пригніченням овуляції. Більшість комбінованих пероральних контрацептивів містять етинілестрадіол або його пролік местранол як естрогенний компонент, але деякі містять естрадіол або естрадіолу валерат. Етинілестрадіол зазвичай використовується в пероральних контрацептивах замість естрадіолу, оскільки він має кращу пероральну фармакокінетику (вищу біодоступність та меншу міжіндивідуальну варіабельність) та ефективніше контролює вагінальні кровотечі. Це пов'язано з його синтетичною природою та стійкістю до метаболізму в певних тканинах, таких як кишечник, печінка та матка, порівняно з естрадіолом. Окрім пероральних контрацептивів, інші форми комбінованої гормональної контрацепції включають контрацептивні пластирі, контрацептивні вагінальні кільця та комбіновані ін'єкційні контрацептиви. Контрацептивні пластирі та вагінальні кільця містять етинілестрадіол як естрогенний компонент, тоді як комбіновані ін'єкційні контрацептиви містять естрадіол або, що частіше, ефір естрадіолу.

### Гормональна терапія менопаузи

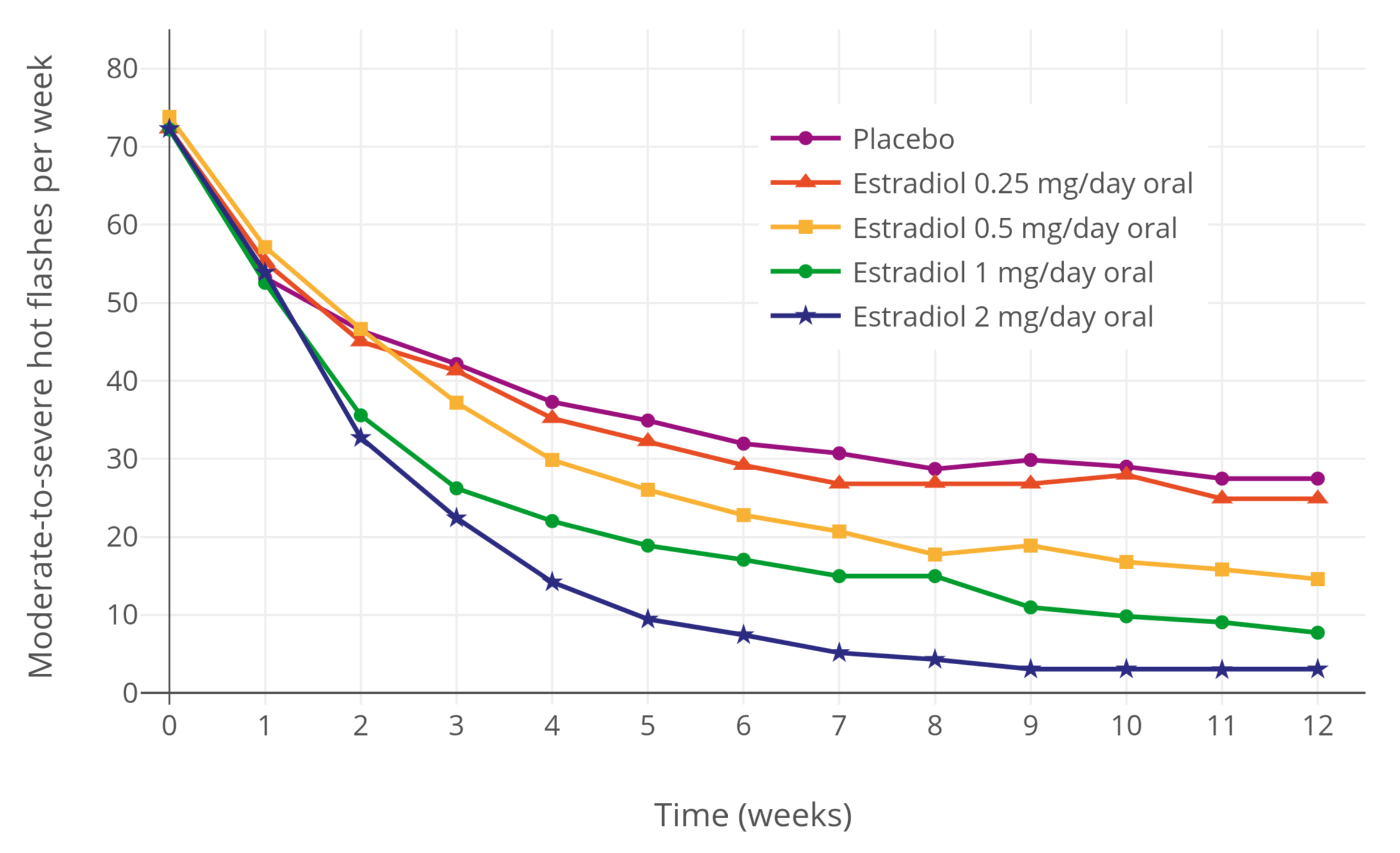
Середня кількість помірних та сильних припливів на тиждень при застосуванні плацебо та різних доз перорального естрадіолу в рандомізованому контрольованому дослідженні за участю 333 жінок у менопаузі

Естроген та інші гормони призначають жінкам у постменопаузі для профілактики остеопорозу, а також для лікування симптомів менопаузи, таких як припливи, вагінальна сухість, нетримання сечі, відчуття холоду, запаморочення, втома, дратівливість та пітливість. У жінок, які почали отримувати естроген протягом 3 років від початку менопаузи та протягом 5-10 років, зменшується кількість переломів хребта, зап'ястя та стегна на 50-70 %, а щільність кісток хребта збільшується приблизно на 5 %.
Перш ніж конкретні небезпеки кон'югованих естрогенів були добре вивчені, стандартна терапія становила 0,625 мг/день кон'югованих естрогенів (таких як Премарин). Однак існують ризики, пов'язані з терапією кон'югованими естрогенами. Серед літніх жінок у постменопаузі, які брали участь у дослідженні в рамках Ініціативи з охорони здоров'я жінок (WHI), було виявлено, що перорально прийняті добавки кон'югованого естрогену пов'язані з підвищеним ризиком небезпечного згортання крові. У дослідженнях WHI використовувався один тип естрогенної добавки, висока пероральна доза кон'югованих естрогенів (премарин окремо та з медроксипрогестерону ацетатом як Премпро).
У дослідженні, проведеному NIH, не було доведено, що естерифіковані естрогени становлять такий самий ризик для здоров'я, як кон'юговані естрогени. Гормональна терапія при менопаузі має сприятливий вплив на рівень холестерину в сироватці крові, і якщо її розпочати одразу, вона може знизити частоту серцево-судинних захворювань, хоча цю гіпотезу ще не перевірено в рандомізованих дослідженнях. Естроген, здається, має захисний ефект проти атеросклерозу: він знижує рівень ЛПНЩ і тригліцеридів, підвищує рівень ЛПВЩ та має ендотеліальні вазодилатаційні властивості, а також протизапальний компонент.
Тривають дослідження, щоб визначити, чи є ризики використання естрогенних добавок однаковими для всіх форм. Зокрема, естрогени, що застосовуються місцево, можуть мати інший спектр побічних ефектів, ніж при пероральному застосуванні, а трансдермальні естрогени не впливають на згортання крові, оскільки вони абсорбуються безпосередньо в системний кровотік, уникаючи метаболізму першого проходження в печінці. Таким чином, цей шлях введення є кращим для жінок з тромбоемболічними захворюваннями в анамнезі.
Синтетичні естрогени, такі як 17α-заміщені естрогени, такі як етинілестрадіол та його C3 ефіри та ефіри местранол, хінестрол та етинілестрадіол сульфонат, а також нестероїдні естрогени, такі як стильбестроли діетилстильбестрол, гексестрол та дієнестрол, більше не використовуються в гормональній терапії менопаузи через їх непропорційний вплив на синтез білка в печінці та пов'язані з цим ризики для здоров'я.
Естроген також використовується в терапії вагінальної атрофії, гіпоестрогенізму (в результаті гіпогонадизму, оофоректомії або первинної оваріальної недостатності), аменореї, дисменореї та олігоменореї. 

#### Гіпогонадизм
Естрогени використовуються разом з прогестагенами для лікування гіпогонадизму та затримки статевого дозрівання у жінок.

### Гормонально залежні раки

#### Рак молочної залози
У минулому потужні синтетичні естрогени, такі як діетилстильбестрол та етинілестрадіол, у високих дозах застосовувалися для паліативного лікування раку молочної залози. Його ефективність приблизно еквівалентна антиестрогенній терапії із селективними модуляторами рецепторів естрогену (SERM), такими як тамоксифен, та інгібіторами ароматази, такими як анастрозол. Використання високих доз естрогенної терапії при раку молочної залози здебільшого було витіснено антиестрогенною терапією через покращений профіль безпеки останньої. Терапія високими дозами естрогенів була стандартом паліативного лікування раку молочної залози у жінок до кінця 1970-х або початку 1980-х.

#### Рак простати
Для лікування раку простати у чоловіків застосовується естрогенна терапія з використанням різних естрогенів, таких як діетилстильбестрол, етинілестрадіол, поліестрадіолфосфат, естрадіол ундецилат, естрадіол валерат та естрадіол. Він ефективний, оскільки естрогени є функціональними антиандрогенами, здатними пригнічувати рівень тестостерону до кастраційних концентрацій та знижувати рівень вільного тестостерону шляхом збільшення вироблення глобуліну, що зв'язує статеві гормони (SHBG). Терапія високими дозами естрогенів пов'язана з поганою переносимістю та безпекою, зокрема гінекомастією та серцево-судинними ускладненнями, такими як тромбоз. З цієї причини його значною мірою замінили новіші антиандрогени, такі як аналоги гонадотропін-рилізинг-гормону та нестероїдні антиандрогени. Однак його все ще іноді використовують для лікування раку передміхурової залози, а новіші естрогени з атиповими профілями, такі як GTx-758, які мають покращені профілі переносимості, вивчаються для можливого застосування при раку простати.

### Інші показання

#### Безпліддя
Естрогени можуть використовуватися для лікування безпліддя у жінок, коли є потреба у виробленні цервікального слизу або слизової оболонки матки.

#### Підтримка вагітності
Естрогени, такі як діетилстильбестрол, раніше використовувалися у високих дозах для підтримки вагітності. Однак подальші дослідження показали, що діетилстильбестрол не тільки неефективний, а й шкідливий.

#### Пригнічення лактації
Естрогени можуть використовуватися для пригнічення лактації, наприклад, для лікування нагрубання грудей або галактореї. Однак потрібні високі дози, ефективність невизначена, а високі дози естрогенів у післяпологовому періоді можуть збільшити ризик утворення тромбів.

#### Акромегалія
Естрогени використовувалися для лікування акромегалії. Це пояснюється тим, що вони пригнічують вироблення інсуліноподібного фактора росту 1 (IGF-1) у печінці, індуковане гормоном росту.

#### Акне
Системна естрогенна терапія в адекватних дозах є ефективною та застосовується для лікування акне як у жінок, так і у чоловіків, але викликає серйозні побічні ефекти, такі як фемінізація та гінекомастія у чоловіків.

#### Депресія
У опублікованих у 2019 та 2020 роках рекомендаціях Північноамериканського товариства менопаузи (NAMS) та Європейського товариства менопаузи та андропаузи (EMAS) розглянуто тему естрогенної терапії депресивних симптомів у пери- та постменопаузі. Існують деякі докази того, що естрогени ефективні в лікуванні депресії у жінок у перименопаузі.
Ступінь корисності, схоже, подібний до класичних антидепресантів. Також є деякі докази того, що естрогени можуть покращувати настрій та самопочуття у жінок у перименопаузі, які не страждають на депресію. Естрогени, здається, не є ефективними в лікуванні депресії у жінок у постменопаузі. Це свідчить про те, що існує вікно можливостей для ефективного лікування депресивних симптомів за допомогою естрогенів. Дослідження комбінованої естрогенно-прогестогенної терапії депресивних симптомів у пери- та постменопаузі є недостатніми та непереконливими. Естрогени можуть посилювати вплив антидепресантів на настрій у жінок середнього та старшого віку. Гормональна терапія менопаузи наразі не схвалена для лікування депресивних симптомів у пери- або постменопаузі ні в Сполучених Штатах, ні у Великій Британії через недостатність доказів ефективності. Потрібні додаткові дослідження щодо питання естрогенної терапії депресивних симптомів, пов'язаних з менопаузою.

#### Шизофренія
Естрогени, здається, корисні в лікуванні шизофренії як у жінок, так і у чоловіків.

#### Збільшення грудей
Естрогени беруть участь у розвитку грудей і можуть використовуватися як форма гормонального збільшення грудей для збільшення їх розміру. Однак гостре або тимчасове збільшення грудей є добре відомим побічним ефектом естрогенів, і збільшення розміру грудей, як правило, регресує після припинення лікування. Окрім тих, у кого раніше не було встановленого розвитку грудей, бракує доказів стійкого збільшення розміру грудей при застосуванні естрогенів.

#### Високий зріст
Естроген використовувався для затримки росту високих дівчат. Уповільнення росту, індуковане естрогенами, використовувалося як частина суперечливої терапії Ешлі, щоб запобігти зростанню дівчат з вадами розвитку до дорослих розмірів.

#### Сексуальні відхилення у чоловіків
Терапія високими дозами естрогенів успішно застосовується для лікування сексуальних девіацій, таких як парафілії у чоловіків. Терапія високими дозами естрогенів діє шляхом пригнічення рівня тестостерону, подібно до терапії високими дозами прогестогенів та терапії модуляторами гонадотропін-рилізинг-гормону (ГнРГ). Нижчі дози естрогенів також використовувалися в поєднанні з терапією високими дозами прогестогенів для лікування сексуальних відхилень у чоловіків. Висока частота сексуальної дисфункції аналогічно пов'язана з терапією високими дозами естрогенів у чоловіків, які отримували її від раку простати. Однак вони викликають багато побічних ефектів (наприклад, гінекомастію, фемінізацію, серцево-судинні захворювання, утворення тромбів), тому більше не рекомендуються для таких цілей.

#### Трансгендерні жінки
Естрогени використовуються разом з антиандрогенами та прогестогенами як компонент фемінізуючої гормональної терапії для трансгендерних жінок.

## Доступні форми
Естрогени, що продаються, бувають двох основних типів: стероїдні та нестероїдні.

### Стероїдні естрогени
Естрадіол, естрон та естріол були схвалені як лікарські засоби та використовуються в медицині. Естетрол зараз розробляється для медичного застосування, але ще не був схвалений у жодній країні. У клінічній практиці використовується різноманітний синтетичний естер естрогену, такий як естрадіолу валерат, естрадіолу ципіонат, естрадіолу ацетат, естрадіолу бензоат, естрадіолу ундецилат та поліестрадіолфосфат. Вищезгадані сполуки поводяться як проліки естрадіолу та мають набагато тривалішу дію порівняно з внутрішньом'язовим або підшкірним введенням. Естери естрону та естріолу також існують та використовуються або використовуються в клінічній медицині, наприклад, сульфат естрону (наприклад, як естропіпат), сукцинат естріолу та глюкуронід естріолу (як еменін та прогінон).
Етинілестрадіол — це потужніший синтетичний аналог естрадіолу, який широко використовується в гормональних контрацептивах. Інші синтетичні похідні естрадіолу, споріднені з етинілестрадіолом, що використовуються в клінічній практиці, включають местранол, хінестрол, етинілестрадіол сульфонат, моксестрол та метилестрадіол. Кон'юговані естрогени (торгова назва Premarin) — естрогенний препарат, що виготовляється з сечі вагітних кобил і зазвичай використовується в гормональній терапії менопаузи, — це суміш природних естрогенів, включаючи естрону сульфат, та кінських естрогенів, таких як еквілін сульфат та 17β-дигідроеквілін сульфат. Спорідненим і дуже схожим продуктом до кон'югованих естрогенів, що відрізняється від них лише складом, є естерифіковані естрогени.
Тестостерон, прастерон (дегідроепіандростерон; ДГЕА), болденон (δ1-тестостерон) та нандролон (19-нортестостерон) — це природні андрогени / анаболічні стероїди (ААС), які у невеликих кількостях утворюють естрадіол як активний метаболіт і можуть викликати естрогенні ефекти, зокрема гінекомастію у чоловіків при достатньо високих дозах. Аналогічно, ряд синтетичних ААС, включаючи метилтестостерон, метандієнон, норметандрон та норетандролон, утворюють метилестрадіол або етилестрадіол як активний метаболіт у невеликих кількостях і також можуть мати естрогенний ефект. Деякі прогестини, зокрема похідні 19-нортестостерону норетистерон, норетинодрел та тіболон, метаболізуються в естрогени (наприклад, етинілестрадіол) і також можуть мати естрогенні ефекти.

### Нестероїдні естрогени
Діетилстильбестрол — це нестероїдний естроген, який більше не використовується в медицині. Він є членом групи стильбестролу. Інші естрогени групи стильбестролу, що використовувалися клінічно, включають бензестрол, дієнестрол, дієнестрола ацетат, діетилстильбестролу дипропіонат, фосфестрол, гексестрол та метестролу дипропіонат. Хлоротріанізен, металенестрил та дойзиноестрол — це нестероїдні естрогени, структурно відмінні від стильбестролів, які також використовуються клінічно. Хоча нестероїдні естрогени широко використовувалися в минулому, їх використання здебільшого припинено, і зараз вони рідко, якщо взагалі використовуються, в медичних цілях.

## Протипоказання
Естрогени мають різні протипоказання. Прикладом є наявність тромбоемболії (утворення тромбів) в анамнезі.

## Побічні ефекти
Найпоширеніші побічні ефекти естрогенів загалом включають чутливість грудей, збільшення грудей, головний біль, нудоту, затримку рідини та набряки. 
У жінок естрогени можуть додатково спричиняти вагінальні кровотечі, вагінальні виділення та ановуляцію; приблизно у половини жінок з епілепсією, які мають менструальний цикл, поріг судом знижений в період овуляції, найімовірніше, через підвищений рівень естрогену в цей час. Це призводить до підвищеного ризику судом у цих жінок.
У чоловіків естрогени можуть додатково спричиняти гінекомастію, фемінізацію, демаскулінізацію, сексуальну дисфункцію (зниження лібідо та еректильну дисфункцію), гіпогонадизм, атрофію яєчок та безпліддя.
Естрогени можуть збільшувати ризик виникнення рідкісних або незвичайних, але потенційно серйозних проблем, включаючи гіперплазію ендометрію, рак ендометрію, серцево-судинні ускладнення (наприклад, тромби, інсульт, інфаркт), холестатичну гепатотоксичність, захворювання жовчного міхура (наприклад, жовчнокам'яну хворобу), гіперпролактинемію, пролактиному та деменцію. Ці побічні ефекти пом'якшуються супутнім застосуванням прогестогену, типом прогестогену, що використовується, а також дозуванням і шляхом введення естрогену.
Високі дози синтетичних естрогенів, таких як етинілестрадіол та діетилстильбестрол, можуть спричинити виражені побічні ефекти, такі як нудота, блювота, головний біль, нездужання та запаморочення, серед інших. І навпаки, природні естрогени, такі як естрадіол та кон'юговані естрогени, рідко пов'язані з такими ефектами. Попередні побічні ефекти синтетичних естрогенів, схоже, не виникають у вагітних жінок, у яких вже дуже високий рівень естрогену. Це свідчить про те, що ці ефекти зумовлені естрогенною активністю. Синтетичні естрогени мають значно сильніший вплив на печінку та синтез білка в ній, ніж природні естрогени. Це пов'язано з тим, що синтетичні естрогени, такі як етинілестрадіол, набагато стійкіші до метаболізму в печінці, ніж природні естрогени.

## Передозування
Естрогени відносно безпечні при передозуванні, а симптоми проявляються переважно як оборотна фемінізація.

## Взаємодії
Індуктори ферментів цитохрому P450, такі як карбамазепін та фенітоїн, можуть прискорювати метаболізм естрогенів і тим самим знижувати їх біодоступність та рівень у крові. Інгібітори таких ферментів можуть мати протилежний ефект і можуть підвищувати рівень естрогену та біодоступність.

## Фармакологія

### Фармакодинаміка
Естрогени діють як селективні агоністи естрогенових рецепторів (ER), ERα та ERβ. Вони також можуть зв'язуватися та активувати мембранні рецептори естрогену (mER), такі як GPER. Естрогени не мають позацільової активності на інші рецептори стероїдних гормонів, такі як андрогенні, прогестеронові, глюкокортикоїдні або мінералокортикоїдні рецептори, а також не мають нейростероїдної активності шляхом взаємодії з нейромедіаторними рецепторами, на відміну від різних прогестогенів та деяких інших стероїдів. Естрадіол, що вводиться мишам підшкірно, приблизно в 10 разів потужніший за естрон і приблизно в 100 разів потужніший за естріол.
Естрогени мають антигонадотропну дію у достатньо високих концентраціях шляхом активації ER і, отже, можуть пригнічувати гіпоталамо-гіпофізарно-гонадну вісь. Це забезпечується негативним зворотним зв'язком, що призводить до пригнічення секреції та зниження рівня фолікулостимулюючого гормону (ФСГ) та лютеїнізуючого гормону (ЛГ) у крові. Антигонадотропна дія естрогенів впливає на фертильність та вироблення статевих гормонів гонадами. Вони відповідають за гормональний контрацептивний ефект естрогенів. Крім того, вони дозволяють естрогенам діяти як функціональні антиандрогени, пригнічуючи вироблення тестостерону гонадами. У чоловіків достатньо високі дози естрогени здатні пригнічувати рівень тестостерону до кастраційного діапазону.
Естрогени суттєво відрізняються за своїми фармакологічними властивостями. Наприклад, через структурні та метаболічні відмінності, естрогени відрізняються один від одного своєю тканинною селективністю. Синтетичні естрогени, такі як етинілестрадіол та діетилстильбестрол, не інактивуються так ефективно, як естрадіол, у таких тканинах, як печінка та матка, і в результаті мають непропорційний вплив на ці тканини. Це може призвести до таких проблем, як відносно вищий ризик тромбоемболії.

### Фармакокінетика
Естрогени можна вводити різними способами, включаючи перорально, сублінгвально, трансдермально / місцево (гель, пластир), вагінально (гель, таблетка, кільце), ректально, внутрішньом'язово, підшкірно, внутрішньовенно та підшкірно імплантом. Природні естрогени зазвичай мають низьку пероральну біодоступність, тоді як синтетичні естрогени мають вищу біодоступність. Парентеральні шляхи введення мають вищу біодоступність. Естрогени зазвичай зв'язуються з альбуміном та/або глобуліном, що зв'язує статеві гормони, у кровообігу. Вони метаболізуються в печінці шляхом гідроксилювання (за допомогою ферментів цитохрому Р450), дегідрування (за допомогою 17β-гідроксистероїддегідрогенази) та кон'югації (за допомогою сульфатування та глюкуронідації). Період напіввиведення естрогенів залежить від естрогену та шляху введення. Естрогени виводяться переважно нирками через сечу у вигляді кон'югатів.

## Хімія
Естрогени можна розділити на стероїдні або нестероїдні. Стероїдні естрогени — це естрани, до яких належать естрадіол та його аналоги, такі як етинілестрадіол, і кон'юговані естрогени, такі як еквілін сульфат. Нестероїдні естрогени належать переважно до групи сполук стильбестролу та включають, серед інших, діетилстильбестрол та гексестрол.
Естери естрогенів — це естери та проліки відповідних вихідних естрогенів. Прикладами є естрадіолу валерат та діетилстильбестролу дипропіонат, які є проліками естрадіолу та діетилстильбестролу відповідно. Естери естрогенів з естерами жирних кислот мають підвищену ліпофільність та тривалу дію при внутрішньом'язовому або підшкірному введенні. Деякі естери естрогену, такі як поліестрадіолфосфат, поліестріолфосфат та полідіетилстильбестролфосфат, мають форму полімерів.

## Історія
Екстракти яєчників були доступні наприкінці 1800-х та на початку 1900-х років, але були інертними або мали надзвичайно низьку естрогенну активність і вважалися неефективними. У 1927 році Сельмар та Ашхайм виявили, що велика кількість естрогенів присутня в сечі вагітних жінок. Це багате джерело естрогенів, що виробляються плацентою, дозволило розробити потужні естрогенні препарати для наукового та клінічного використання. Першим фармацевтичним естрогенним продуктом був кон'югований естріол під назвою Прогінон, екстракт плаценти, який був введений для медичного використання німецькою фармацевтичною компанією Schering у 1928 році. У 1929 році Адольф Бутенандт та Едвард Адельберт Дойзі незалежно один від одного виділили та очистили естрон, перший відкритий естроген. Препарати естрогену Amniotin (Squibb), Progynon (Schering) та Theelin (Parke-Davis) були на ринку до 1929 року, а різні додаткові препарати, такі як Emmenin, Folliculin, Menformon, Oestroform та Progynon B, що містять очищені естрогени або суміші естрогенів, були на ринку до 1934 року. Естрогени спочатку були відомі під різними назвами, включаючи естрогени, естрини, фолікулярні гормони, фолікуліни, гінекогени, фолікулоїди та жіночі статеві гормони, серед інших.
Повідомляється, що естрогенний пластир був випущений на ринок компанією Searle у 1928 році, а естрогенний назальний спрей досліджувався до 1929 року
У 1938 році британські вчені отримали патент на нещодавно розроблений нестероїдний естроген діетилстильбестрол (DES), який був дешевшим і потужнішим за естрогени, що вироблялися раніше. Невдовзі після цього в наукових журналах було висловлено занепокоєння щодо побічних ефектів DES, а виробники ліків об'єдналися, щоб лобіювати схвалення DES урядом. Лише в 1941 році естрогенна терапія була остаточно схвалена Управлінням з контролю за продуктами харчування та лікарськими засобами (FDA) для лікування симптомів менопаузи. Кон'юговані естрогени (торгова назва Premarin) були представлені в 1941 році та прийшли на зміну Еменіну, продажі якого почали падати після 1940 року через конкуренцію з боку DES. Етинілестрадіол був синтезований у 1938 році Гансом Герлоффом Інгоффеном та Вальтером Хольвегом у Schering AG у Берліні та схвалений U.S. (FDA 25 червня 1943 року, а Schering випустив його на ринок під назвою Estinyl.
Мікронізований естрадіол, що вводиться перорально, вперше дослідили у 1972 році, а потім у 1977 році було проведено оцінку вагінального та інтраназального мікронізованого естрадіолу Пероральний мікронізований естрадіол вперше був схвалений у Сполучених Штатах під торговою маркою Estrace у 1975 році.

## Дослідження

### Чоловіча контрацепція
Терапія високими дозами естрогенів ефективна для пригнічення сперматогенезу та фертильності у чоловіків, а отже, як чоловічого контрацептиву. Він діє як шляхом сильного пригнічення секреції гонадотропіну та вироблення тестостерону гонадами, так і через прямий вплив на яєчка. Після достатнього курсу терапії в сім'яних канальцях яєчок залишаються лише клітини Сертолі та сперматогонії, а також спостерігається низка інших аномалій яєчок. Використанню естрогенів для контрацепції у чоловіків перешкоджає низка побічних ефектів, таких як сексуальна дисфункція, фемінізація, гінекомастія та метаболічні зміни. Крім того, є дані, що після припинення тривалої терапії високими дозами естрогенів, фертильність та вироблення статевих гормонів гонадами у чоловіків можуть не відновитися.

### Розлади харчової поведінки
Естроген використовувався для лікування жінок з нервовою булімією, на додаток до когнітивно-поведінкової терапії, яка є встановленим стандартом лікування випадків булімії. Дослідження естрогену висуває гіпотезу, що захворювання може бути пов'язане з гормональним дисбалансом у мозку.

### Різне
Естрогени використовувалися в дослідженнях, які вказують на їхню ефективність у лікуванні травматичних уражень печінки.
У людей та мишей естрогени сприяють загоєнню ран.
Естрогенна терапія була запропонована як потенційний метод лікування аутизму, але необхідні клінічні дослідження.